# Stockholms-Posten
Stockholms-Posten, eller Stockholms Posten, grundades 1778 i Stockholm av Johan Henric Kellgren, magister vid Kungliga Akademien i Åbo, bokhandlaren Johan Christopher Holmberg och kanslisten i kommerskollegium Carl Peter Lenngren (gift med Anna Maria Lenngren). Första numret gavs ut den 29 oktober 1778 och det sista 1833. Johan Christopher Holmberg föddes 27 juni 1743 och var son till Johan Christopher Holmberg d.ä. som var magister vid trivialskolan i Stockholm sedan 1736, mest känd som redaktör och medförfattare till första samlingen Sions Sånger 1743. J. C. Holmberg grundade även Extra-Posten.
På tidningens 50-årsdag, den 29 oktober 1828, gick den över från fraktur till antikva.